# Corticotropine
Corticotropine of adrenocorticotroop hormoon (ACTH) is een polypeptide-hormoon en een neurotransmitter. Het bestaat uit 39 aminozuren en het wordt geproduceerd en afgegeven door de adenohypofyse en door sommige neuronen. 
Antidiuretisch hormoon (ADH) en corticotropin-releasing hormone (CRH) geproduceerd in de hypothalamus stimuleren de afgifte van ACTH door de adenohypofyse.
ACTH werkt in op de bijnierschors en stimuleert de aanmaak van corticosteroïden die diverse lichamelijke reacties bij ontstekingen en infecties onderdrukken. Een voorbeeld van zo'n corticosteroïde is cortisol. Maar ook androgenen (sekssteroïden) worden hierdoor aangemaakt. Cortisol remt op zijn beurt weer de afgifte van ACTH (negatieve feedback), door een direct effect op de adenohypofyse en een indirect effect op de hypothalamus, waar het de afgifte van CRH remt. ACTH speelt ook een rol bij de biologische klok.

## ACTH-stimulatietest
ACTH kan in bloed worden gemeten en is belangrijk in de diagnostiek van aandoeningen aan de bijnier, zoals de ziekte van Addison of het syndroom van Cushing. Men spreekt over de ziekte van Cushing, wanneer het teveel aan cortisol wordt veroorzaakt door een te hoge ACTH-productie in de hypofyse die ongevoelig is voor remming door cortisol via het negatieve terugkoppelingsmechanisme.
De ACTH-stimulatietest wordt uitgevoerd bij verdenking op een tekort aan het bijnierschorshormoon cortisol, zoals bij de ziekte van Addison. Door tijdens deze functietest een dosis ACTH (1 µg) als synthetische stof in te spuiten in de patiënt kan worden nagegaan of de bijnier nog reageert op ACTH. Deze test wordt ook wel de ACTH-stimulatietest of SYNACTHEN-test genoemd. 30 minuten na toediening van de ACTH wordt de cortisolconcentratie in het bloed gemeten. Is de cortisolconcentratie in het bloed na 30 minuten lager dan 500 nmol/L, dan wijst dit op een verminderde functie van de bijnier. 
Mocht er geen defect in de bijnier zijn, maar is het niveau van ACTH in het bloed laag, dan kan met aanvullende testen worden nagegaan of de problemen veroorzaakt kunnen worden door een slechte afgifte van ACTH door de hersenen.

## Dexamethasonsuppressietest
Bij het syndroom van Cushing is er sprake van te veel cortisol en zal, bij patiënten die verdacht worden van deze aandoening, een test worden toegepast die de cortisol productie remt, zoals de dexamethason remmingstest. Dexamethason is een synthetisch glucocorticosteroïde met een vergelijkbare werking als cortisol. Het werkt alleen ongeveer 60 maal sterker dan cortisol. Bij gezonde personen wordt de ACTH-afgifte geremd door dexamethason, via de negatieve feedbackwerking op de hypofyse en hypothalamus. Bij patiënten met het syndroom van Cushing wordt de ACTH-afgifte echter niet geremd door deze lage dosis dexamethason. Tijdens deze test wordt om 23.00 uur dexamethason (1 mg) toegediend, waarna de volgende ochtend om 08.00 uur de cortisolconcentratie in het bloed bepaald wordt.